# Fossilryggen
Fossilryggen (norwegisch für Fossilienrücken) ist ein Nunatak im ostantarktischen Königin-Maud-Land. Er ragt östlich des Plogbreen in den Kraulbergen auf.
Wissenschaftler des Norwegischen Polarinstituts benannten ihn 1970 nach den hier entdeckten Fossilien.